# Paul Kauffer
Paul Kauffer, né le 13 avril 1870 à Nancy, où il est décédé le 7 août 1941, était un général français. Il était également aquarelliste.
Fils d'Henri Kauffer, bijoutier et négociant à Nancy, petit-fils de Victor Kauffer, orfèvre et bijoutier, il est le cousin germain d'André Kauffer, orfèvre-joaillier, l'un des membres fondateurs de l'École de Nancy.

## Carrière militaire
Entré à l'École polytechnique en 1890, il commença sa carrière à Nancy comme lieutenant au 8e régiment d'artillerie. En 1910 il prit le commandement de la 6e batterie du 8e à la tête de laquelle il partit en campagne et où il fut blessé deux fois. Il commanda ensuite un groupe du 60e régiment. Nommé chef d'escadron, il commanda successivement un groupe du 8e régiment d'artillerie, le 206e régiment d'artillerie de campagne puis enfin le 8e, son régiment de prédilection.
Lieutenant colonel en février 1917, il prit ensuite comme colonel le commandement en second de l'école d'artillerie de Fontainebleau. En 1923, il reçut le commandement de l'école et fut nommé en octobre 1924 au commandement de l'artillerie de la 25e division à Clermont-Ferrand. Il quitta ce commandement en 1927 pour prendre celui de la 20e brigade d'artillerie à Épinal où il fut nommé général de brigade. Il revint en 1929 à Nancy à la tête du groupe de subdivisions de la 20e Région.

## Décorations
- Commandeur de la Légion d'honneur
- Croix de guerre 1914-1918
- Croix de guerre belge

## Citations à l'ordre de l'Armée
- « Commande son groupe d'une façon remarquable depuis le début de la campagne et donne à tout son personnel l'exemple des plus belles qualités militaires ; blessé légèrement deux fois ; a apporté à la préparation de l'attaque du 25 septembre 1915 le soin le plus minutieux et a pu, ainsi, assurer à l'infanterie le concours le plus efficace tant dans sa progression que dans la défense du terrain conquis » (21 octobre 1915).
- « A commandé, pendant les opérations de juillet et août 1916, un groupement important de batteries de 75, a dirigé avec une rare compétence les reconnaissances, l'exécution des tirs de préparation et de bombardement au cours des attaques successives. A suivi pas à pas la progression des résultats à atteindre, s'assurant par des reconnaissances personnelles de l'état des destructions en cours, afin de ne rien livrer au hasard, et a ainsi contribué pour une large part à préparer aussi complètement et aussi minutieusement que possible le terrain des attaques. Au cours même des attaques, a fait preuve de beaucoup de décision et d'à-propos en concentrant, dans le temps minimum, le feu de ses batteries sur les objectifs inopinés : contre-attaques, rassemblements, etc. S'est ainsi confirmé comme un commandant d'Artillerie divisionnaire de premier ordre » (30 août 1916).

## Activités artistiques
Dessinateur consommé, aquarelliste de talent, il profita de sa retraite pour produire et présenter dans les différents salons des toiles et des aquarelles.